# فرانك ورث
فرانك ورث (بالإنجليزية: Frank Worth)‏ هو مصور أمريكي، ولد في 1923 في نيويورك في الولايات المتحدة، وتوفي في 2000 في لوس أنجلوس في الولايات المتحدة.